# پاچنترو
پاچنترو (به ایتالیایی: Pacentro) یک کومونه در ایتالیا است که در استان لاکویلا واقع شده‌است. پاچنترو ۷۱ کیلومتر مربع مساحت و ۱٬۲۶۹ نفر جمعیت دارد و ۶۵۳ متر بالاتر از سطح دریا واقع شده‌است. این شهر  در اطراف قصری به همین نام بنا شده که تاریخ آن به ۱۱۳۰ میلادی بازمی‌گردد.

## خواهرخوانده
شهر همیلتون، انتاریو خواهرخواندهٔ پاچنترو هست.

## مشاهیر
ریشه خانوادگی مایک پمپئو وزیر خارجه ایالات متحده در کابینه دونالد ترامپ در پاچنترو است. پمپئو در سوم اکتبر ۲۰۱۹ (۱۱ مهر ۱۳۹۸) از این شهر دیدن کرد.